# Telchin licus
Espèce
Telchin licus est une espèce d'insectes lépidoptères de la famille des Castniidae, sous-famille des Castniinae, tribu des Castniini et du genre Telchin. C'est l'espèce type pour le genre.

## Description
Telchin licus est un papillon dont le dessus et le revers sont de couleur marron. Les ailes antérieures sont barrées d'une bande blanche allant du milieu du bord costal à l'angle externe et ornées d'une ligne en courbe de points blancs entre cette bande et l'apex. Le revers est orné d'une bande blanche allant en s'élargissant du milieu du bord costal à l'angle anal et d'une ligne submarginale de points orange.

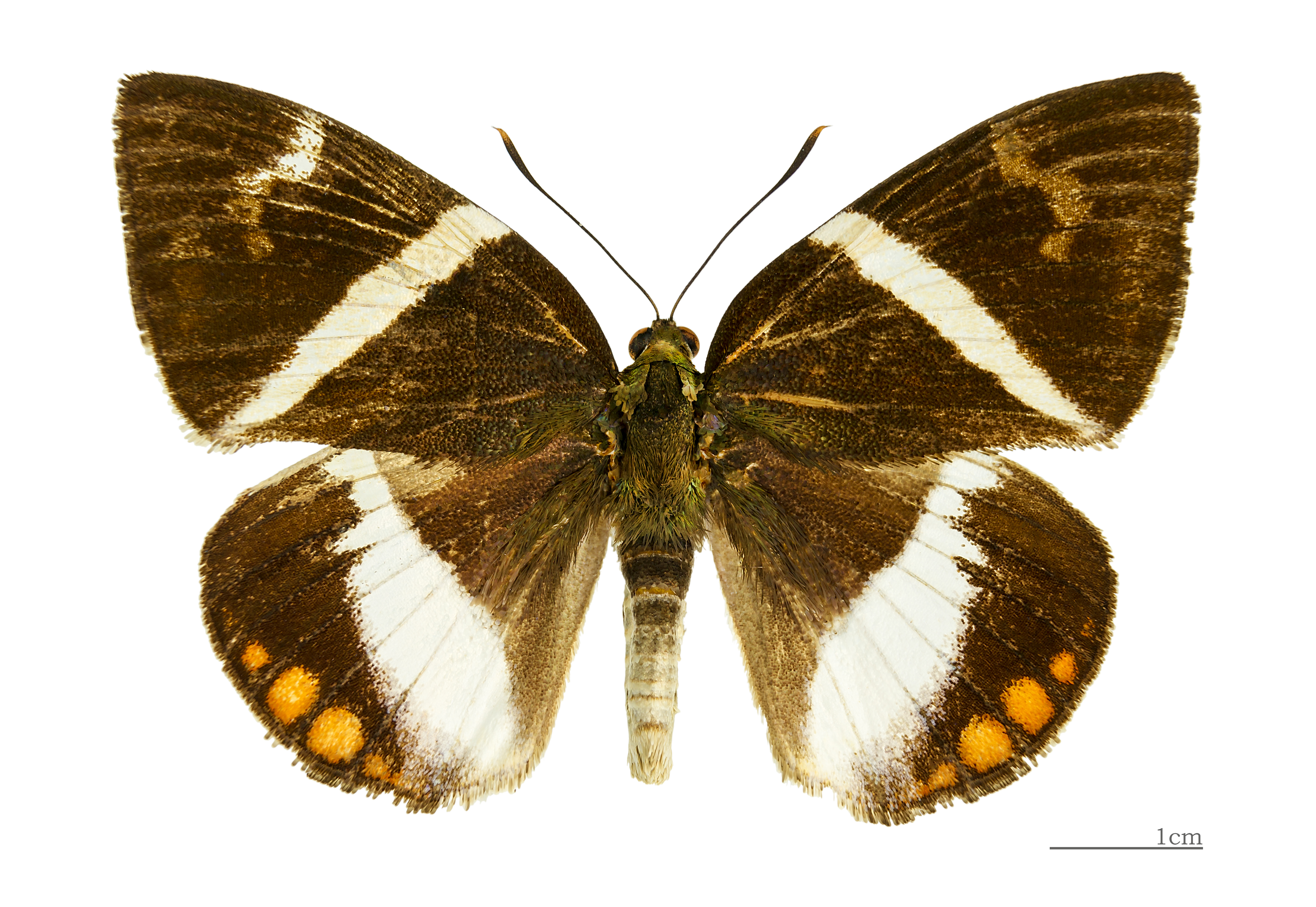
Face dorsale (coll.MHNT)
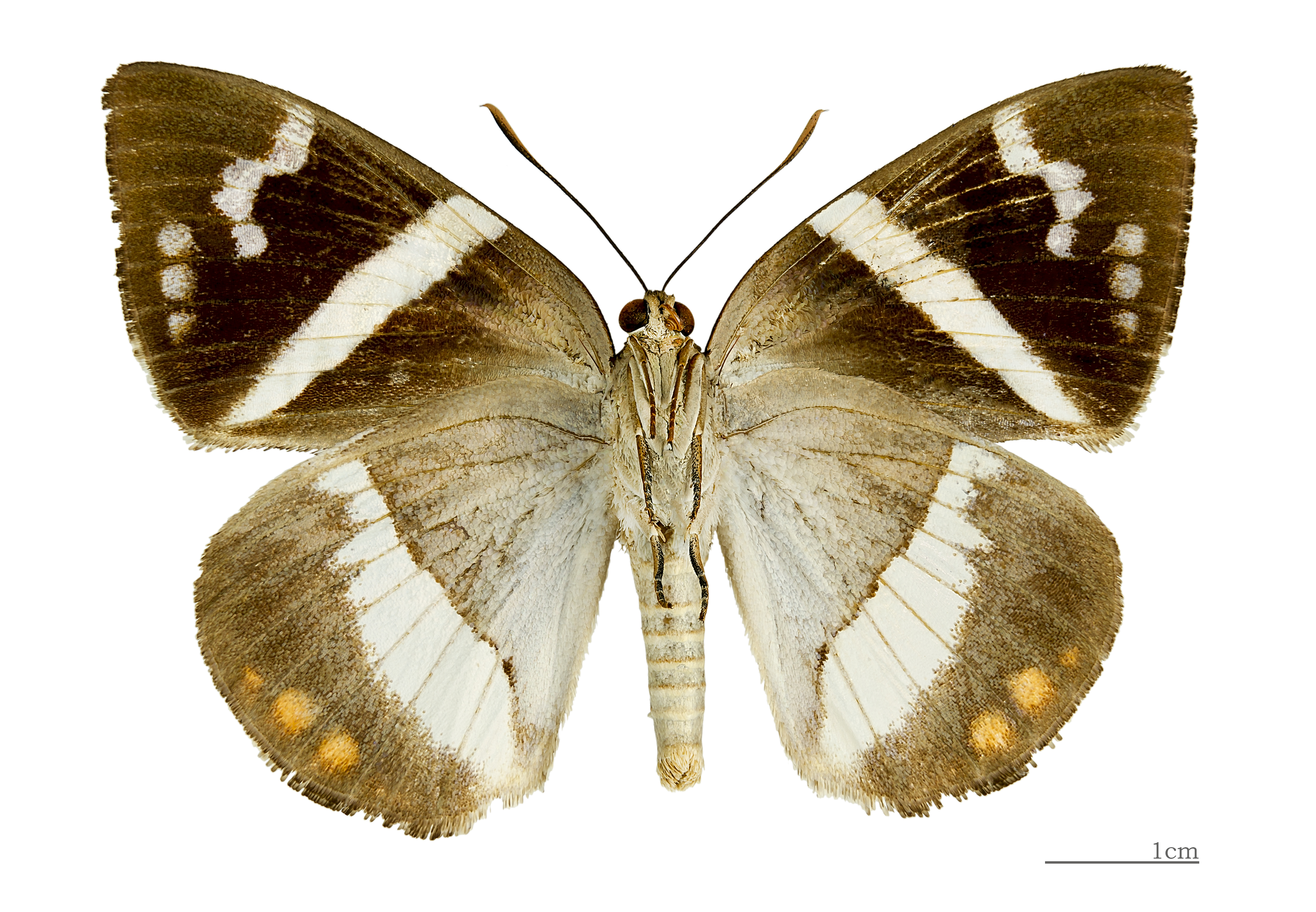
Face ventrale (coll.MHNT)

## Biologie

### Période de vol et hivernation
En Guyane il vole en septembre et novembre et est fréquent dans la forêt secondaire comme celle du Rorota (Rémire-Montjoly).

### Plantes hôtes
Les plantes hôtes de sa chenille sont dans les genres Heliconia, Ischnosiphon et Musa (bananiers) et l’espèce Saccharum officinarum (une espèce de canne à sucre).

## Écologie et distribution
Telchin licus est présent en Amérique du sud, en Colombie,au Venezuela, au Surinam, en Guyana, en Guyane et dans le bassin amazonien au Brésil et au Pérou. Il a été introduit à Hawaï.

## Systématique
- L'espèce a été décrite par l’entomologiste britannique Dru Drury en 1773 sous le nom initial de Papilio licus[2].

### Synonymie
- Papilio licus Drury, 1773 Protonyme
- Castnia licus Druce, 1883 [3]
- Castnia licoides  (Boisduval, 1875)
- Castnia pauperata Strand, 1913
- Castnia albomaculata Houlbert, 1917
- Castnia macularifascia Houlbert, 1917
- Castnia rubromaculata Houlbert, 1917
- Castnia insularis Houlbert, 1918
- Castnia sebai Houlbert, 1918
- Castnia microsticta Rothschild, 1919
- Castnia chocoensis Hopp, 1925
- Castnia talboti Lathy, 1922
- Castnia magdalena Joicey & Talbot, 1925

### Noms vernaculaires
Telchin licus se nomme Banana Stem Borer en anglais

## Taxinomie
liste des sous-espèces
- Telchin licus licus (Brésil)
- Telchin licus albomaculata (Houlbert, 1917) (Colombie, Pérou)
- Telchin licus chocoensis (Hopp, 1925)(Colombie)
- Telchin licus insularis (Houlbert, 1918)(Trinidad)
- Telchin licus laura (Druce, 1896)(Brésil)
- Telchin licus licoidella (Strand, 1913)(Pérou)
- Telchin licus pauperata (Strand, 1913)(Surinam, Guyane, Guyana)
- Telchin licus magdalena (Joicey & Talbot, 1925)(Colombie)
- Telchin licus microsticta (Rothschild, 1919)(Nicaragua)
- Telchin licus rubromaculata (Houlbert, 1917)(Brésil, Bolivie)
- Telchin licus talboti (Lathy, 1922)(Équateur)
- Telchin licus vorax Lamas, 1995(Pérou)

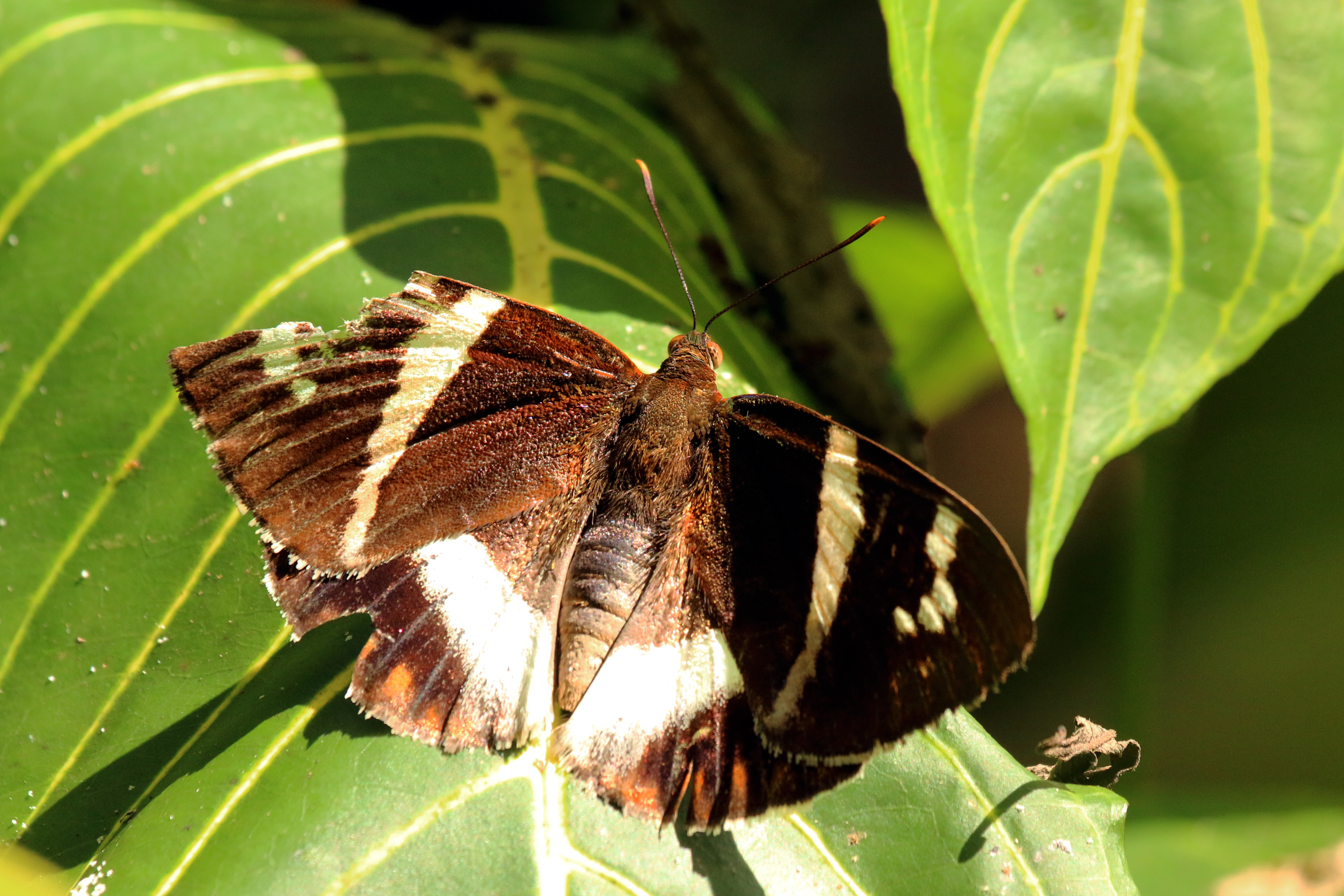
Telchin licus insularis

## Telchin licuset l'Homme

### Ravageur
La chenille de Telchin licus est classée dans les ravageurs.